# コネチカット川

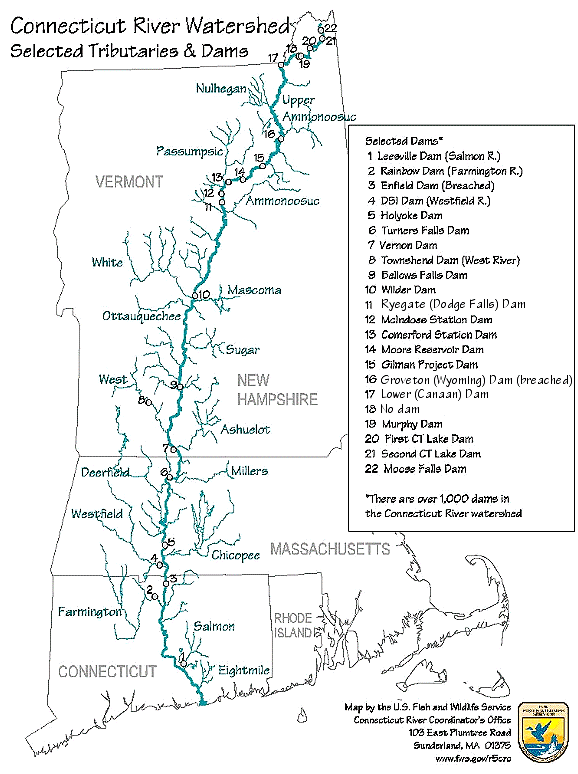
コネチカット川流域図

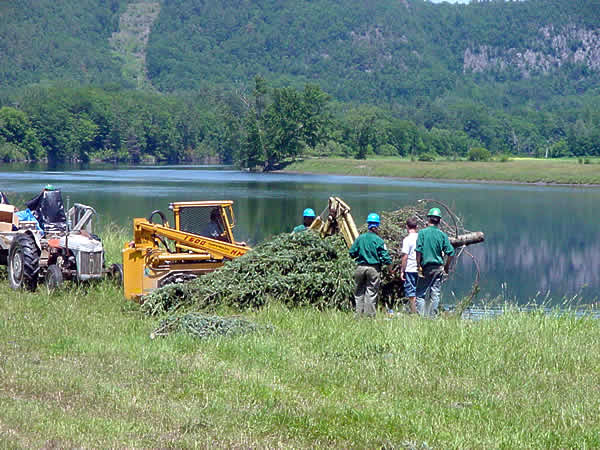
河川復旧プロジェクト、バーモント州フェアリー

コネチカット川（コネチカットがわ、英: Connecticut River）は、アメリカ合衆国ニューイングランド最大の川である。ニューハンプシャー州北部のコネチカット湖群から、ニューハンプシャー州とバーモント州の州境を南流し、マサチューセッツ州西部とコネチカット州中部を流れて、コネチカット州オールド・セイブルックとオールド・ライムでロングアイランド湾に注いでいる。総延長407マイル (655 km)、流域面積は11,250 平方マイル (29,100 km²) である。ロングアイランド湾への平均清水排水量は19,600 立方フィート/秒 (560 m3/s) である。
コネチカット川は河口から約60マイル (97 km) 上流のコネチカット州ウィンザー・ロックス付近まで潮汐の影響を受ける。水源はニューハンプシャー州の第4コネチカット湖である。アシューロット川、ウェスト川、ミラーズ川、ディアフィールド川、ホワイト川およびチコピー川が主要な支流である。チコピー川の支流スイフト川はダムで堰き止められ、ボストンに飲料水を供給するクオビン貯水池に変わっている。
コネチカット川はかなりの量のシルトを運んでおり、特に春の融雪期には遠くケベックに由来するシルトが運ばれてくる。多くのシルトを含む流水は、ロングアイランド湾の河口近くでは大きな砂堆を形成し、歴史を見れば川を船が遡行するのに対し障害になってきた。この航行の困難さのために河口近くに大きな都市が無いという数少ない大河の一つになっている。コネチカット川の三角江と潮汐湿地は、国際的に重要なラムサール条約の登録湿地の一つに数えられている。

## 歴史

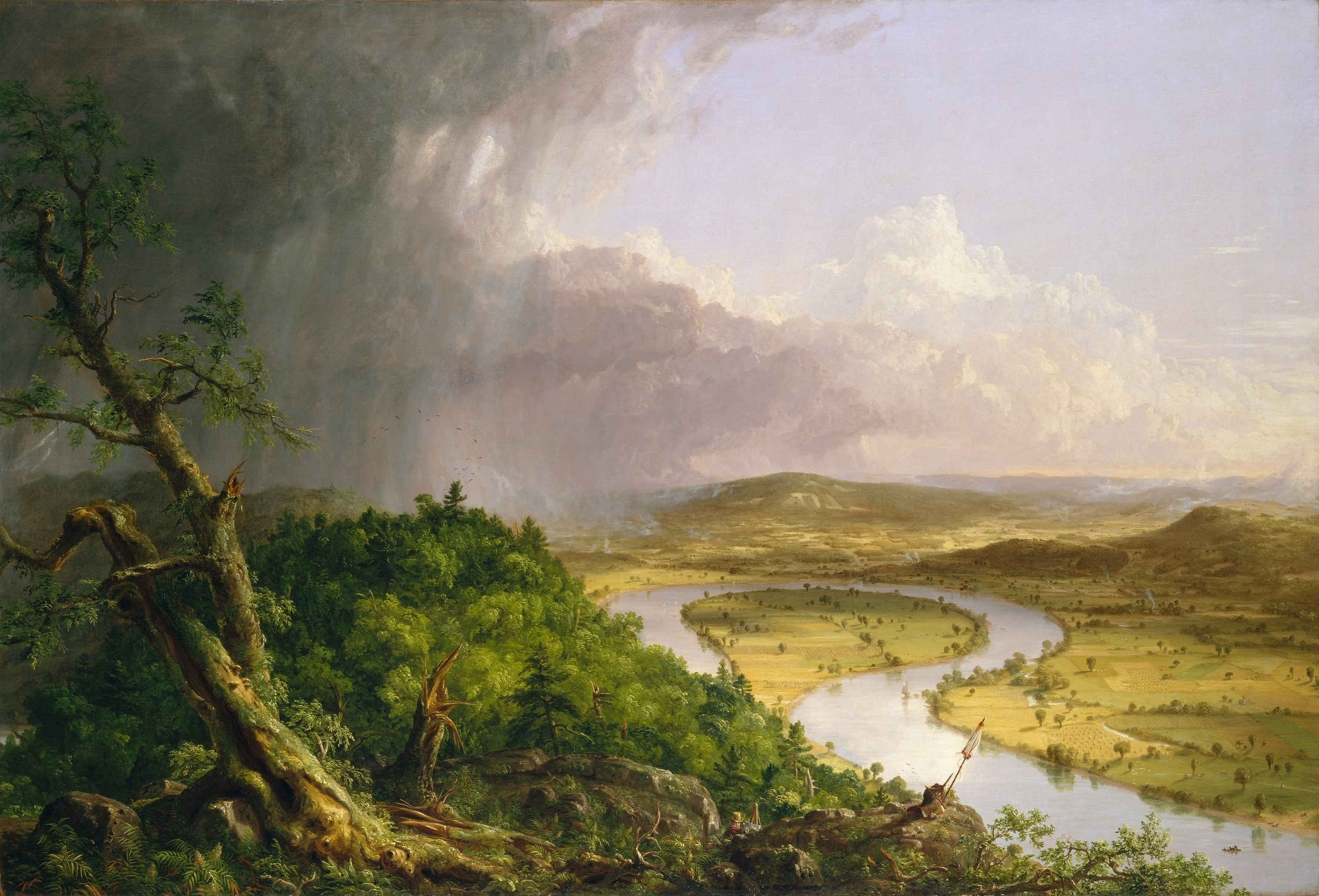
コネチカット川がマサチューセッツ州ノーサンプトンでU字型に曲がった所オックスボウの絵画「オックスボウ」（1836年トマス・コール画、1836年）

コネチカット川の名前は、アルゴンキン語の「キネタケット」がフランス語で訛ったものであり、「潮汐が長い川」を意味している。この川を初めて目にしたヨーロッパ人は、1614年のオランダ人探検家アドリアン・ブロックだった。この探検の結果として、オランダ人がコネチカット川に「フレッシュ川」（新鮮な川）と名付け、ニューネーデルラント植民地の北東境界となり、ニューネーデルラントとニューイングランドの初期境界でもあった。最初にこの川を訪れたイングランド人植民者は1632年にプリマス植民地からきたエドワード・ウィンスローだった。1633年、イングランド人は現在のコネチカット州ウィンザーに交易基地を建設し、オランダ人はハートフォードの地に砦を備えた基地を建設した。イングランド人植民者の数が増えていったので、オランダは1654年にその経営地を放棄した。現在はニューハンプシャー州チャールズタウンにあった第4砦は、フレンチ・インディアン戦争の終わった1763年までイギリス人開拓地として最北になっていた。1783年のパリ条約でアメリカ独立戦争が終わり、ニューハンプシャー州と後にカナダ州となるものの新しい境界は「コネチカット川水源の最北西端」と定められた。この定義に該当する流れがいくつかあったために国境論争となり、短命ではあるが1832年から1835年まで存在したインディアン・ストリーム共和国が造られたこともあった。
当初のコネチカット川沿岸は広く肥沃であったために農業植民地となったが、その水量が豊富で滝があったことで製造業の隆盛に貢献した。最大の滝は落差58フィート (18 m) のもので、マサチューセッツ州ホールヨークにある。沿岸の重要な都市としては、コネチカット州のウィンザーとハートフォード、最大都市であるスプリングフィールド、ニューハンプシャー州レバノンおよびバーモント州ブラトルボロなどがある。
1829年、コネチカット川の浅瀬を避けるためにエンフィールド滝運河が開削された。この運河のための閘門が建設された地はウィンザー・ロックス（ロックは閘門）と名付けられた 。
1800年代後半、この川は遙か北の特にバーモント州エセックス郡のナルヘーガン川流域から出る大量の木材輸送に使われた。この春に行われた木材輸送は1915年に止められた。これは遊覧船の所有者が航行に対する危険性を訴えたためだった。

### 1936年洪水
1936年3月、この年の冬は積雪量が多かったために、早春には雪解けと激しい雨が重なり、コネチカット川が氾濫して堤を越え、多くの橋を破壊し、数百人の人々を孤立させたので船で救出する必要があった。バーモント州バーノンにあるダムの水位が19フィート (5.8 m) も超えた。州兵や地元ボランティアが砂嚢を積み上げてダムの発電所が崩壊するのを防いだが、氷塊が上流の壁を突き破った。
マサチューセッツ州ノーサンプトンでは洪水の間の略奪が問題となり、市長が浸水した地域を守るために市民にパトロールをさせることになった。この地域の避難民3,000人以上がアマースト大学やマサチューセッツ州立農業カレッジに収容された。
前例の無いくらい集積された氷塊が洪水によって生じた問題を複雑にし、水をいつもとは異なる水路に流したり、川を堰き止めたことで、さらに水位が上昇した。マサチューセッツ州ハードリーの詰まりが崩壊したとき、水位はホールヨークのダムに積まれた砂嚢までも越えた。サウス・ハードリー・フォールズの町が完全に破壊され、ホールヨークの町の南部は大きな被害を受け、500人が避難した。
スプリングフィールドでは、広さ5平方マイル (13 km²) の市街地、総延長18マイル (29 km) の通りが浸水し、2万人の住民が家を失った。町は停電し、夜間の略奪には警官が「見付け次第射殺する」という布告を出すことになった。800名の州兵が秩序維持のために動員された。建物の上階に囚われた人にはボート船団を使った救助活動が行われ、地元の友愛会宿舎、学校、教会、修道会が宿舎、医療および食糧配給に使われた。アメリカ赤十字や公共事業促進局、市民保全部隊を初めとする地元、州、連邦政府の機関が救援や人海戦術に貢献した。道路が浸水したために都市はしばらくの間孤立した。水が退くと後には汚泥が残り、所によって厚さ3フィート (90cm) にも達した。スプリングフィールドの再生工事には数週間を要した。
この洪水全体で171人が死亡し、被害総額は1936年の価値で5億ドルに上った。43万人以上の人々が家を失うか貧窮に喘いだ。この時期は世界恐慌のまさに高みに一致していた。
コネチカット州、マサチューセッツ州、バーモント州およびニューハンプシャー州の州に跨る「コネチカット川洪水制御州間協定」が1953年に制定され、重大な洪水被害を防止することになった。

## 水質汚染と浄化
1965年水質法はコネチカット川とその支流で水質汚染を制御するために大きな影響力を与えてきた。この時から川の修復が行われクラスDからクラスB（釣りと遊泳が可能）まで改善された。1997年にはアメリカの歴史遺産河川に指定された。下流の町は川岸の開発を制限する法を施行し、現存する基礎を除いて新しい建物は建てられなくなった。
週2回水質を報告するウェブサイトがあり、川の様々な場所で遊泳、ボート遊びおよび釣りについて安全であるかを判断できる。

## レクリエーション

### ボート
コネチカット川河口からエセックスまではコネチカット州でも最も繁華な水路と考えられている。地元警察署や州環境保護警察は週数回地域をパトロールしている。幾つかの町は必要な場合に使えるボートを確保している。

### 釣り

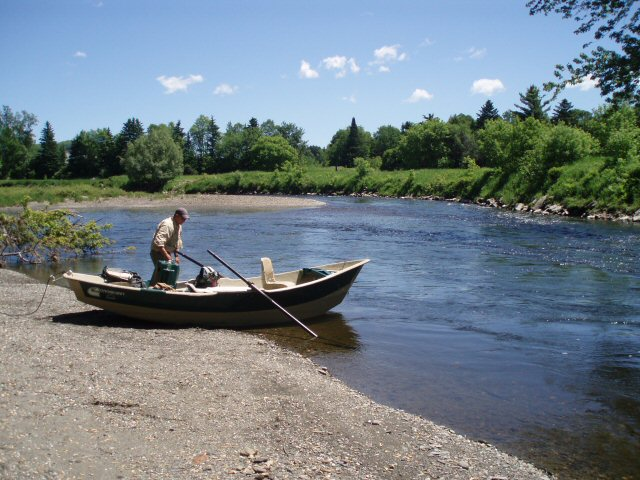
ニューハンプシャー州コールブルック近くの川で働く遊漁船ガイド

コネチカット川にはアメリカシャッド、アメリカウナギ、シマスズキおよびウミヤツメなど遡河性の魚類が棲息している。合衆国魚類野生生物局が大西洋サケのような回遊魚を川に戻す努力を続けている。ダムができたために大西洋サケは200年以上も川から消えたままである。魚道や魚エレベーターを造って毎春魚が上流に向けて自然に回遊を再開できるようしている。
コネチカット川の水源はニューハンプシャー州の北端、カナダ国境の近くにある。川の始まりの流れはニューハンプシャー州ピッツバーグの町にあるコネチカット湖群であり、一連の水深が深く冷たい湖水にはレイクトラウトや陸封サケが棲息している。
この川自体にはカワマス、ニジマス、大型のブラウントラウト、シャッド、コクチバス、シマバス、コイ、ナマズ、アメリカウナギなど釣り用の魚類が棲息している。陸封ザケは餌となる魚の春の産卵期とまたサケの秋の産卵期に川に入ってくる。川の5マイル (8 km) にわたって毛鉤の釣りのみに規制されている。フランシス湖から南の川の大半はルアー釣りや餌釣りにも解放されている。2つのテイルウォーターダムが下流に冷たい水を供給し、夏の釣りを優れたものにしている。

## 支流

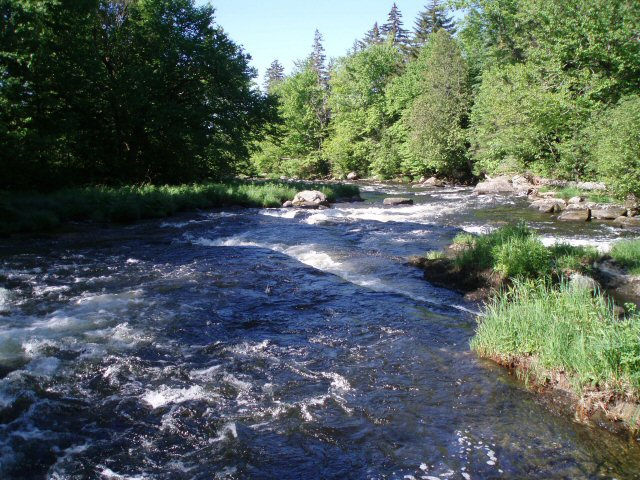
第一コネチカット湖近く

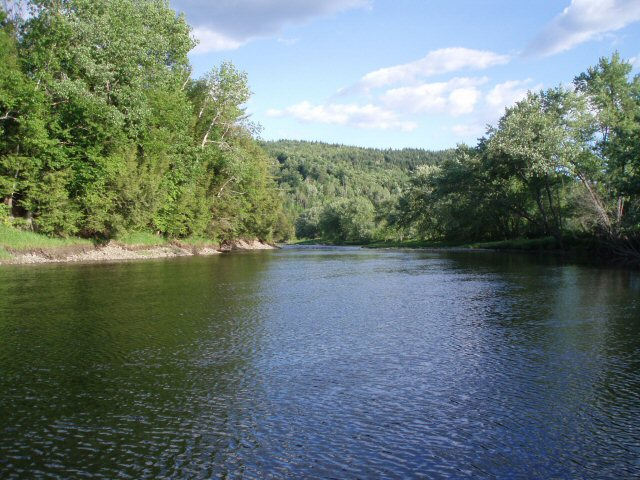
ニューハンプシャー州コールブルック近く

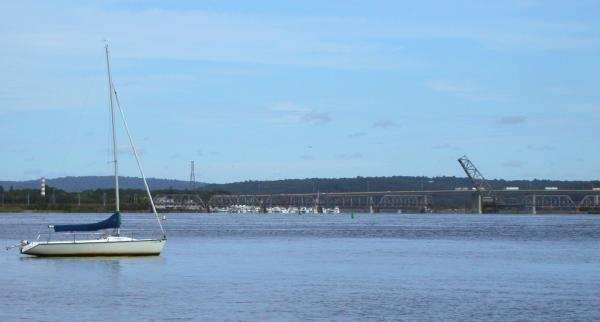
河口近く

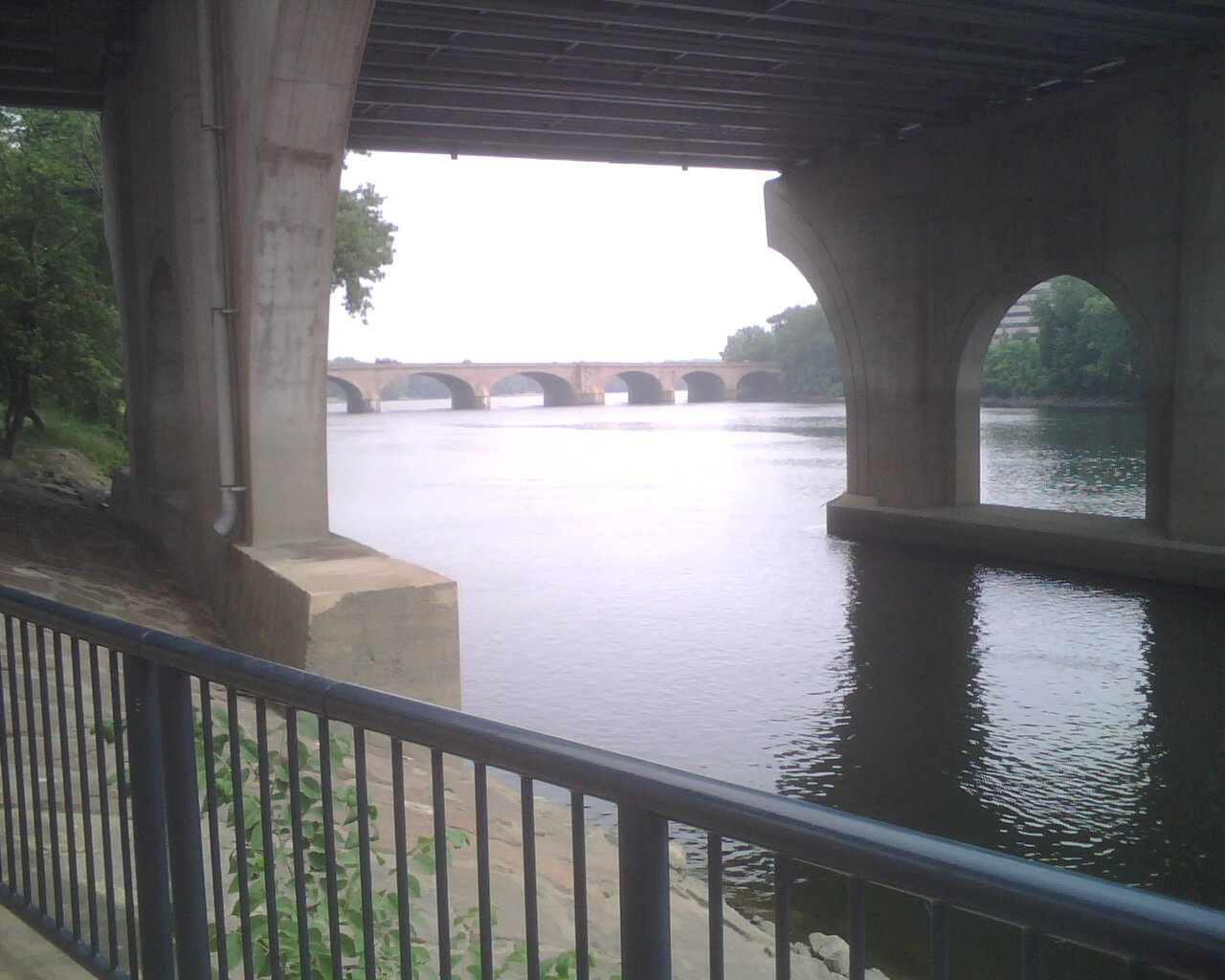
ファウンダー橋、上流にはバルクレー橋が見える

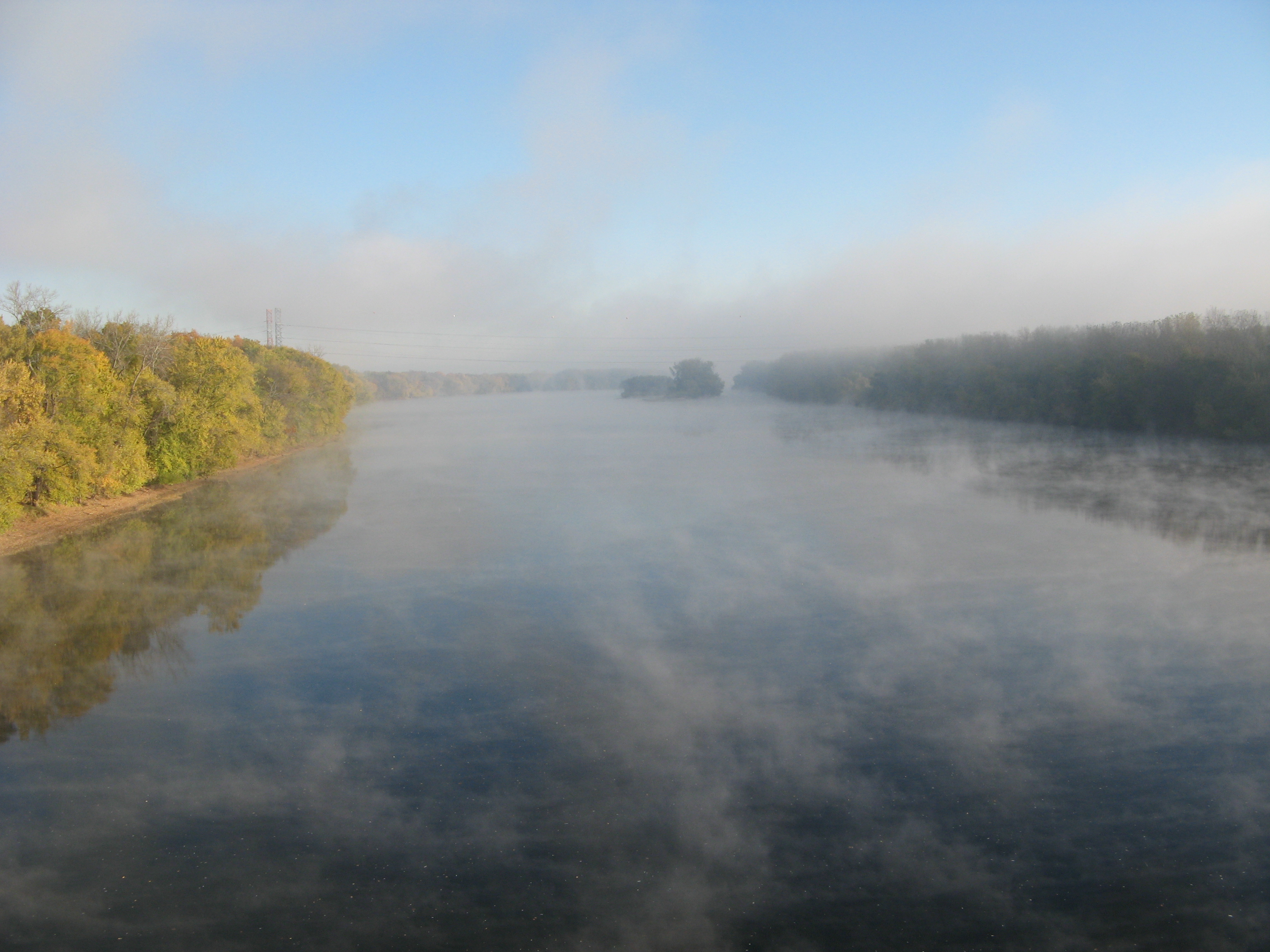
ビッセル橋上流の靄

コネチカット川の川水の大半はバーモント州のコネチカット川とその支流から来ている。下表は合流点の南から北に並べたものである。CTはコネチカット州、MAはマサチューセッツ州、NHはニューハンプシャー州、VTはバーモント州を示す。
| - ブラックホール川 (CT) - フォールズ川 (CT) - エイトマイル川 (CT) - ディープ川 (CT) - サーモン川 (CT) - マタベセット川 (CT) - ホッカナム川 (CT) - パーク川 (CT) - ファーミントン川 (CT) - スキャンティック川 (CT) - ウェストフィールド川 (MA) - ミル川 (MA、スプリングフィールド) - チコピー川 (MA) - マンハン川 (MA) - ミル川 (MA、ノーサンプトン) - フォート川 (Hadley, MA) - ミル川 (MA、ハットフィールド) - ミル川 (MA、アマースト) | - ソーミル川 (MA) - ディアフィールド川] (MA) - フォール川 (MA) - ミラーズ川 (MA) - アシューロット川] (NH) - ウェスト川 (VT) - パートリッジ・ブルック (NH) - コールド川 (NH) - サクストンズ川 (VT) - ウィリアム川 (VT) - ブラック川 (VT) - リトルシュガー川 (NH) - シュガー川 (NH) - ブロウミーダウン・ブルック (NH) - オータークィチー川 (VT) - マスコマ川 (NH) - ホワイト川 (VT) - ミンク・ブルック (NH) | - オンポンパヌーサック川 (VT) - ウェイツ川 (VT) - オリベリアン・ブルック (NH) - ウェルズ川 (VT) - アモヌーサック川 (NH) - スティーブンス川 (VT) - パッサンプシック川 (VT) - ジョンズ川 (NH) - イズラエル川 (NH) - アッパーアモヌーサック川 (NH) - ポール・ストリーム (VT) - ナレガン川 (VT) - シムス・ストリーム (NH) - モホーク川 (NH) - ホールズ・ストリーム (VT) - インディアン・ストリーム (NH) - ペリー・ストリーム (NH) |

## 渡河
コネチカット川はニューイングランドの西から東に移動する時の大きな障害である。この川を渡る主要な交通手段には、アムトラックの北東回廊、州間高速道路95号線（コネチカット・ターンパイク）、同90号線（マサチューセッツ・ターンパイク）および同89号線がある。さらに州間高速道路91号線はその経路が川に沿って南北に走っているが、コネチカット州内で1回、マサチューセッツ州内で1回、川を渡る。